# Приньяно-сулла-Секкія
Приньяно-сулла-Секкія (італ. Prignano sulla Secchia) — муніципалітет в Італії, у регіоні Емілія-Романья,  провінція Модена.
Приньяно-сулла-Секкія розташоване на відстані близько 320 км на північний захід від Рима, 55 км на захід від Болоньї, 30 км на південний захід від Модени.
Населення — 3773 особи (2014).

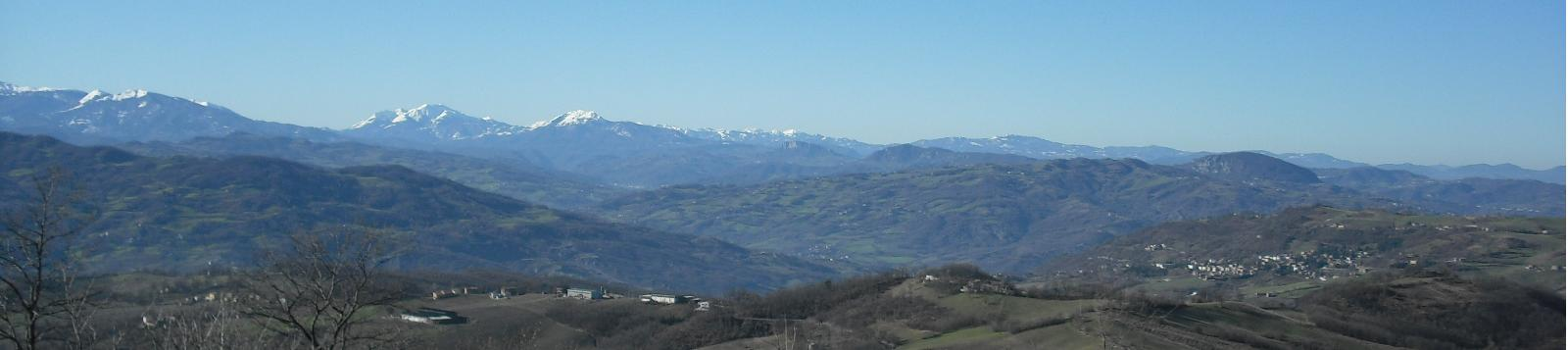

Щорічний фестиваль відбувається 10 серпня. Покровитель — святий мученик Лаврентій.

## Демографія
Населення за роками:

Станом на 1 січня 2023 року в муніципалітеті офіційно проживало 247 іноземців з 33 країн, серед них 54 громадяни країн Євросоюзу та 10 громадян України.

## Сусідні муніципалітети
- Баїзо
- Кастелларано
- Палагано
- Полінаго
- Сассуоло
- Серрамаццоні
- Тоано